# Euloxia beryllina
Euloxia beryllina là một loài bướm đêm trong họ Geometridae.